# Золото Калифорнии
«Золото Калифорнии» или «Покрась свой фургон» (англ. Paint Your Wagon) — кинофильм режиссёра Джошуа Логана, вышедший на экраны в 1969 года. Лента основана на одноимённом бродвейском мюзикле Алана Джея Лернера и Фредерика Лоу (1951), однако сюжет был значительно переработан.  Фильм был номинирован на премию «Оскар» за лучшую запись для музыкальной картины (аранжировщик Нельсон Риддл) и на две премии «Золотой глобус» за лучшую комедию или мюзикл и за лучшую мужскую роль в комедии или мюзикле (Ли Марвин).

## Сюжет
Действие происходит в Калифорнии ещё до её превращения в штат США. Повозка с переселенцами срывается с обрыва, так что один из путешественников погибает, а другой получает тяжёлые травмы. Этот случай, однако, приводит к тому, что хитроумный Бен Рамсон обнаруживает на этом месте золотую жилу и берёт в компаньоны пострадавшего переселенца. Вскоре здесь вырастает городок шахтёров-золотоискателей, населённый одними мужчинами. Однажды сюда заезжает мормон со своими двумя жёнами. Нуждаясь в деньгах, он выставляет на аукцион одну из своих жён — Элизабет. В результате острого соперничества её мужем на зависть всей округи становится Бен Рамсон. Элизабет заставляет новоиспечённого мужа построить ей настоящий дом. Поскольку внимание окружающих не перестаёт им докучать, Бен по подсказке Компаньона организует рейд с целью доставки в городок женщин лёгкого поведения. Тем временем, между Элизабет и Компаньоном вспыхивают чувства.

## В ролях
- Ли Марвин — Бен Рамсон
- Клинт Иствуд — Компаньон
- Джин Сиберг — Элизабет
- Харв Преснелл — Неудачник Вилли
- Рэй Уолстон — Безумный Джек Дункан
- Том Лайгон — Хортон Фенти
- Алан Декстер — пастор
- Уильям О'Коннелл — Хорас Тейбор
- Бен Бейкер — Хейвуд Холбрук
- Алан Бакстер — мистер Фенти
- Пола Труман — миссис Фенти
- Роберт Истон — Этвелл